# Teresita de Castro
Teresita De Castro (née Teresita Jose Leonardo le 10 octobre 1948 à Manille,) est une Juge philippine. Elle a présidé le Sandiganbayan, puis la Cour suprême des Philippines.
Elle est la deuxième femme nommée juge en chef de la Cour suprême, le sommet du pouvoir judiciaire, après sa prédécesseuse Maria Lourdes Sereno. Cependant, Sereno ayant été démise de ses fonctions via un quo warranto qui rend sa nomination de nulle et non avenue ab initio, De Castro est de jure la première femme juge en chef de la Cour suprême.
De Castro prend officiellement sa retraite le 10 octobre 2018, après avoir atteint l'âge limite de 70 ans, à peine 46 jours après avoir été nommée juge en chef, dépassant le record de Pedro Yap du plus court mandat de juge en chef.

## Biographie
Les parents de De Castro sont Fortunato R. Leonardo et Maxima José de Parañaque. De Castro réside dans le quartier de Merville à Parañaque dans le Grand Manille. Elle est mariée à l'homme d'affaires Eduardo A. De 
Castro et ils ont trois enfants : Maria Cherell, Christine Genevive et Edouard Anthony. Son demi-frère, Eduardo L. Leonardo travaille comme assistant exécutif au Sandiganbayan.
De Castro termine ses études primaires (1960) et secondaires (major de promotion, 1964) au Collège Saint-Paul de Parañaque, et obtient son diplôme en sciences politiques (cum laude, 1968) et son baccalauréat en droit (1972) à l'université du Philippines. Elle passe l'examen du barreau en novembre 1972.
Elle commence sa carrière judiciaire en tant que juriste et assistante juridique à la Cour suprême des Philippines (1973-1978). Elle est nommée procureure (State Counsel , 1978-1985) puis procureure principale (1985-1987), et chef du personnel juridique (chief of the Legal Staff, 1988-1989). Avant sa nomination au Sandiganbayan, De Castro était procureure et chef du personnel juridique (Legal Staff head, 1989-1995). De Castro est nommée au Sandiganbayan, un tribunal spécial anticorruption, en 1997, et en devient la présidente en 2004,. Elle y préside le procès retentissant de l'ancien président Joseph Estrada, alors condamné à l'emprisonnement à vie en 2007 pour corruption.
Elle occupe le poste de présidente élue de l'Association internationale des femmes juges de 2012 à 2014. Elle préside également le comité d'examen du barreau des Philippines en 2015.
Le 4 décembre 2007, la présidente Gloria Macapagal Arroyo nomme De Castro juge associée à la Cour suprême. Le 25 août 2018, le président Rodrigo Duterte la nomme juge en chef de la Cour suprême, en remplacement de Maria Lourdes Sereno qui a été démise de ses fonctions par une décision de la Cour suprême à la suite d'une requête en quo warranto. Elle prend officiellement ses fonctions le 28 août.